# سمير الموسوي
سمير صادق الموسوي من مواليد 1967/2/14 في بغداد رئيس اتحاد الجودو العراقي  الحالي ,ويشغل حاليا رئيس اتحاد غرب آسيا للجودو والأمين المالي للجنة الأولمبية الوطنية العراقية وكان أحد الأبطال المميزين في وزن 78 كغم ولاعب للمنتخب الوطني لسنين طويلة .

## حياته
بعد اعتزاله اللعب اتجه إلى التحكيم وحصل على الشارة الدولية في بداية مشواره التحكيمي وشارك في بطولات عالميه كبيرة كحكم ومثل العراق باحسن صورة، بعد ذلك اتجه إلى العمل في الاتحاد المركزي للجودو عندما فاز في الانتخابات قبل سقوط النظام 2003 وتدرج في العمل الاتحادي حتى وصل إلى قمة هرم الاتحاد رئيسا للاتحاد. بعدها بدا نشاطه بالوضوح أكثر فاكثر بالعمل الاتحادي عربيا ودوليا والذي على اثره تم اختياره من قبل رؤساء الاتحاد عضوا في المكتب التنفيذي للجنة الأولمبية الوطنية العراقية وتسلم منصب الامانة المالية وقد نجح في هذا المنصب رغم انه ليس محاسبا ولم يدرس في هذا المجال ولكن اصراره على النجاح دفعه إلى ذلك .

## مناصبه
شغل الموسوي عدة مناصب محلية واقليمية اهمها
- نائب رئيس الاتحاد الآسيوي للجودو
- رئيس اتحاد غرب آسيا للجودو [2]
- نائب رئيس الاتحاد العربي للجودو [3]
- رئيس الاتحاد العراقي المركزي للجودو [1]
- الأمين المالي للجنة الأولمبية الوطنية العراقية

والان هو أحد أبرز المرشحين لنيل منصب رئيس اللجنة الأولمبية العراقية